# Wyoma striaticostella
Wyoma striaticostella is een vlinder uit de familie echte motten (Tineidae). De wetenschappelijke naam van deze soort is voor het eerst geldig gepubliceerd in 1959 door Petersen.
De soort komt voor in tropisch Afrika.